# Aleksander Wareński

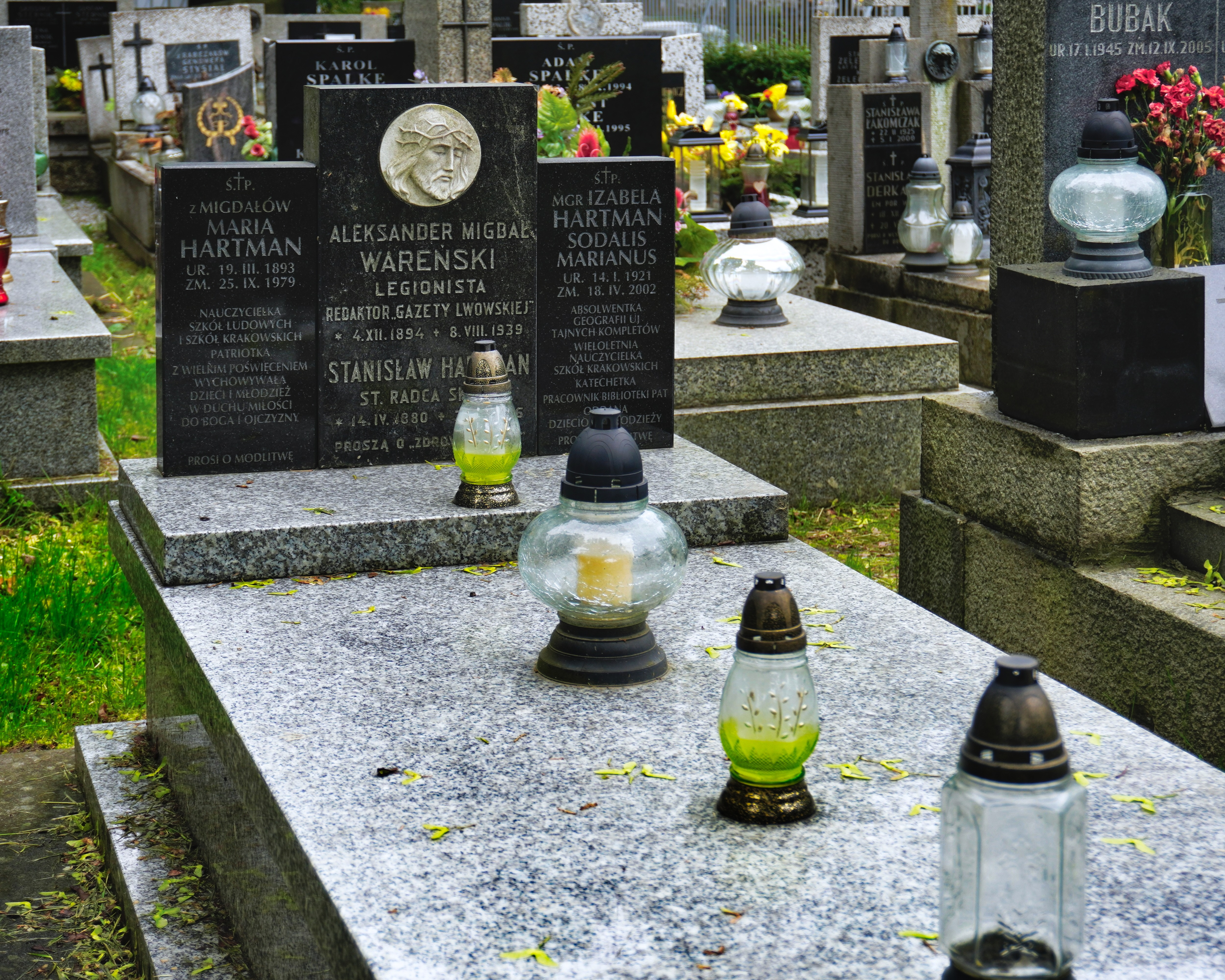
Grób Aleksandra Wareńskiego na cmentarzu Rakowickim w Krakowie

Aleksander Wareński (ur. 4 stycznia 1894 w Tarnowie, zm. 8 sierpnia 1939 we Tczewie) – polski żołnierz, nauczyciel, dziennikarz, redaktor naczelny „Gazety Lwowskiej”.

## Życiorys
Ukończył gimnazjum w rodzinnym Tarnowie, po czym rozpoczął studia na Wydziale Filozoficznym Uniwersytetu Lwowskiego. Po wybuchu I wojny światowej wstąpił do Legionów Polskich i brał udział w walkach do 15 lutego 1918. Od tego czasu do maja 1918 był internowany na Węgrzech. W maju 1920 służył w 202 pułku kawalerii, działał politycznie na Górnym Śląsku.
Po wojnie 1918-1920 ukończył wcześniej rozpoczęte studia na przemianowanym już Uniwersytecie Jana Kazimierza we Lwowie. Od 1923 do 1928 pracował jako nauczyciel w szkołach w Wilnie i Dziśnie, gdzie prowadził lekcje muzyki i śpiewu oraz kierował chórem i zorganizował orkiestrę dętą. Później był kierownikiem spółdzielni rolniczo-handlowej w Augustowie, a od 1929 do 1932 kierownikiem spółdzielni wojskowej w Wilnie. Od 1 kwietnia 1932 był kierownikiem biura ogłoszeń i reklamy Polskiej Agencji Telegraficznej, a 1 marca 1934 został dzierżawcą i redaktorem naczelnym „Gazety Lwowskiej”.
Był członkiem zarządu Syndykatu Dziennikarzy Lwowskich, należał do Związku Legionistów Polskich. Działał społecznie, w tym w ramach Rady Sierocej, Opieki Społecznej i stowarzyszeń.
Zmarł 8 sierpnia 1939 w Tczewie na atak serca. 12 sierpnia 1939 został pochowany na cmentarzu Rakowickim w Krakowie.

## Odznaczenia
- Krzyż Niepodległości
- Krzyż Zasługi (1937)[4]
- Odznaka „Za wierną służbę”
- Odznaka Więźniów Politycznych